# Debar
Debar (en macedonio: Дебaр, pronunciado [ˈdɛːbar]ⓘ ; en albanés: Dibër, en turco: Debre) es una ciudad en la parte occidental de Macedonia del Norte, cerca de la frontera con Albania, en el camino entre Struga y Gostivar. Capital del Municipio de Debar. La población en Debar es mayoritariamente albanesa y es la única ciudad en Macedonia del Norte en la que los macedonios étnicos no son el primer o segundo grupo demográfico; en Debar los macedonios son cuartos, detrás de los albaneses, turcos y gitanos.

## Geografía

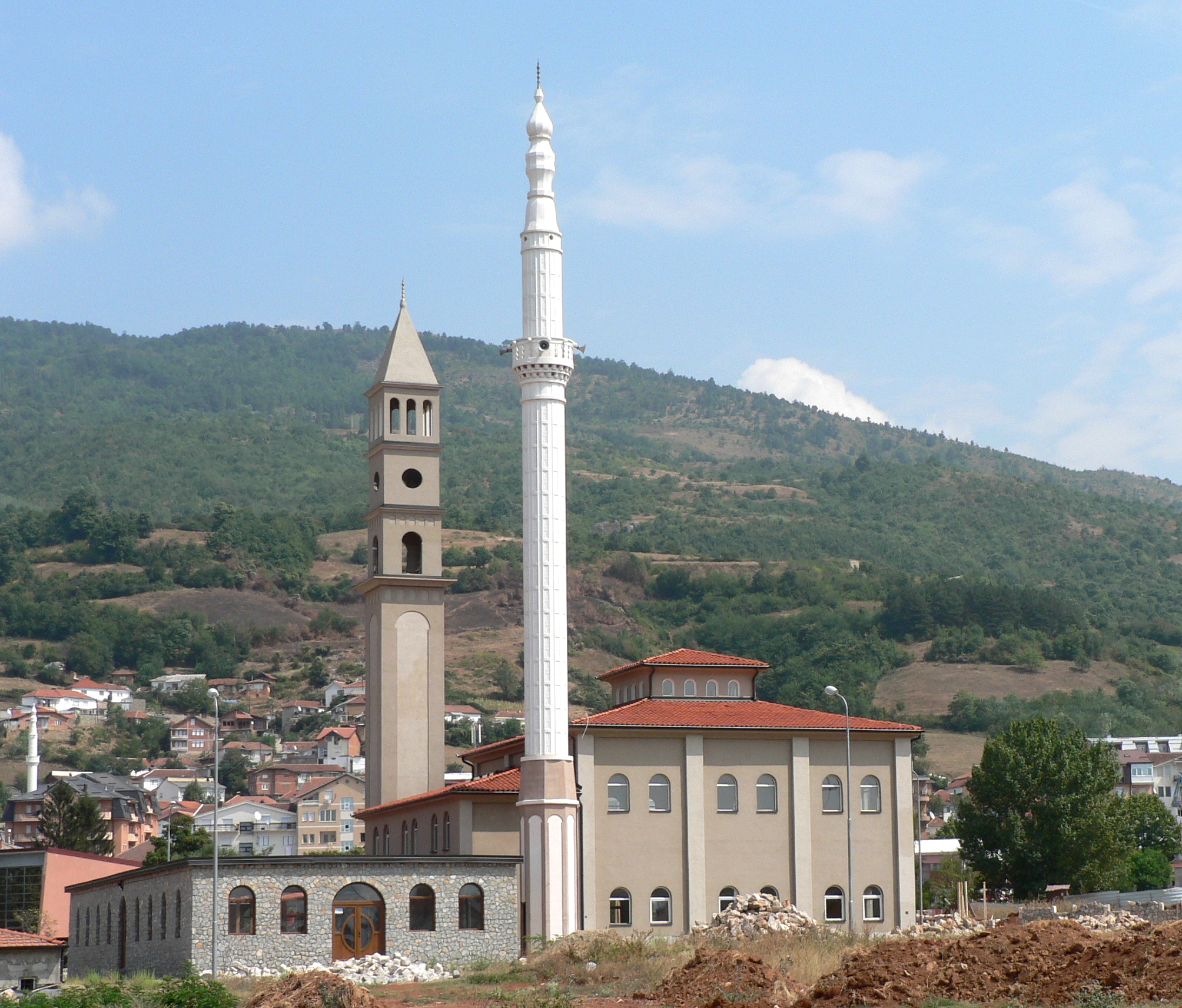
La mezquita de Debar

Debar está rodeada por las montañas Dešat, Stogovo, Jablanica y Bistra. Está ubicada a 625 m s. n. m., al lado del lago Debar, el río Drin Negro y un río tributario de éste llamado Radika.

## Etimología
El nombre de la ciudad en macedonio es Debar (Дебар). En albanés; Dibër/Dibra o Dibra e Madhe (lo cual significa Gran Dibra, a diferencia de la otra localidad llamada Dibër en Albania. En serbio Debar (Дебар), en búlgaro Debǎr (Дебър), en turco Debre o Debre-i Bala y en griego, Divrē (Δίβρη) o Divra (Δίβρα).

## Historia

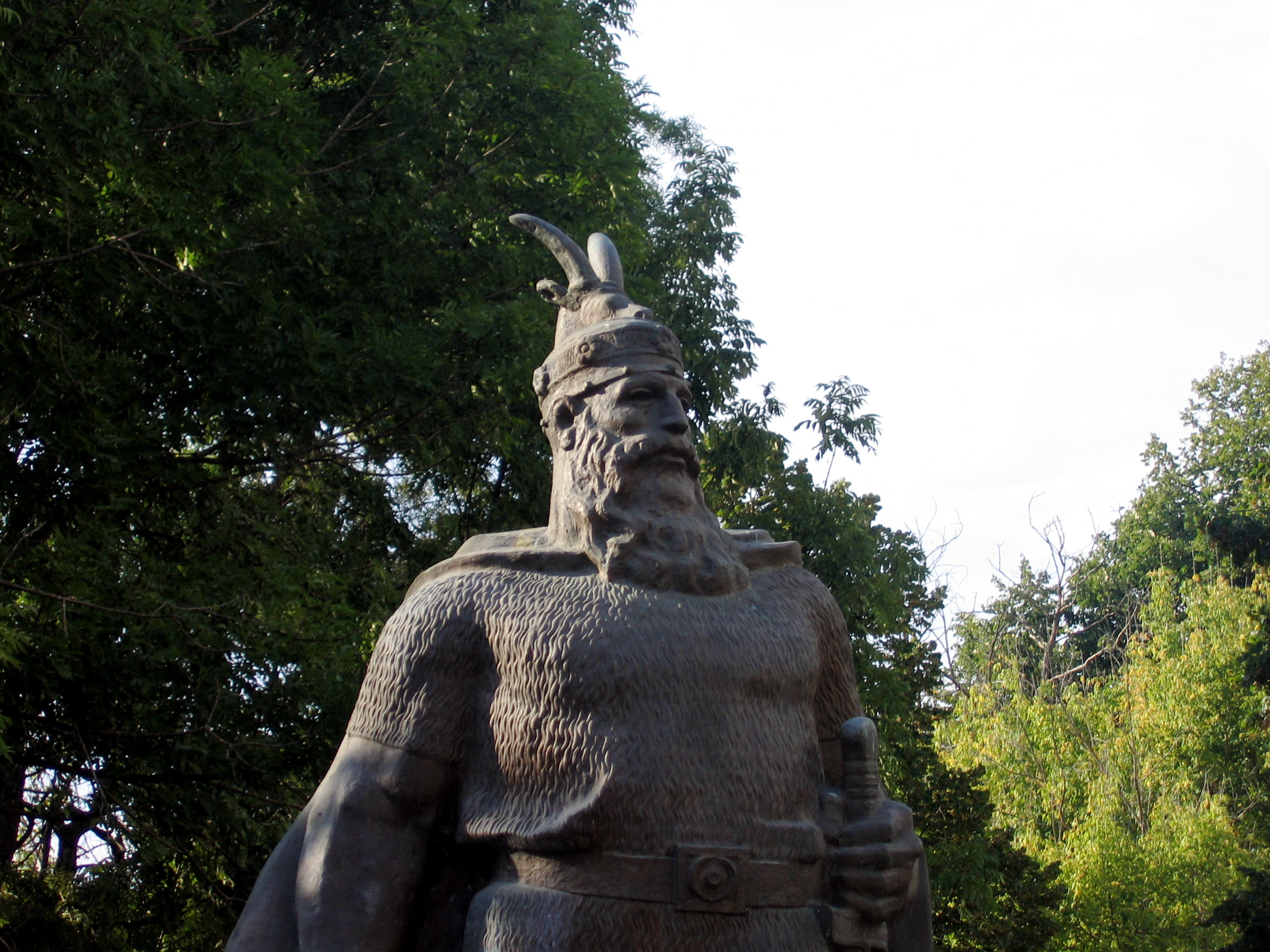
Estatua de Skenderbeg en Debar

El primer documento del que se tiene conocimiento que hace mención de Debar es un mapa de Ptolomeo, de aproximadamente mediados del siglo II, en el cual llama a la localidad Deborus. El emperador bizantino Basilio II sabía de su existencia, y Félix Petantic se refirió a ella como Dibri en 1502.
La ciudad posteriormente fue conquistada por el Primer Imperio búlgaro, pero volvió a caer en manos bizantinas bajo el reinado del Zar Samuil a principios del siglo XI, cuando Bulgaria fue subyugada.
Bohemundo y su ejército Normando tomó la ciudad en 1107. En los siglos XIII y XIV la ciudad cambió de manos entre el Despotado de Epiro, el Segundo Imperio búlgaro, el Imperio bizantino y Serbia.
La ciudad estuvo bajo el control del fugaz Principado de Prilep del Príncipe Marko (r. 1371-1395), un estado sucesor del Imperio serbio (1346-1371) en el cual el padre del Príncipe Marko, Župan Vukašin Mrnjavčević (cogobernante con el rey Stefan Uroš V) controló la región. El principado y la región pasaron a manos turcas otomanas en 1395. Fue ocupada por el Reino de Bulgaria entre 1915-1918, hasta su inclusión en el Reino de los Serbios, Croatas y Eslovenos.

## Población
Según datos del último censo de 2002, la ciudad de Debar tenía una población de 14.561 habitantes, de los cuales 10.768 (74%) eran albaneses, 1.415 (9,7%) eran turcos, 1 079 (7.2%) eran gitanos, 1.054 (7.2%) eran macedonios y 245 (1.7%) eran de otro grupo étnico.
| Grupo étnico | censo 1948 | censo 1948 | censo 1953 | censo 1953 | censo 1961 | censo 1961 | censo 1971 | censo 1971 | censo 1981 | censo 1981 | censo 1994 | censo 1994 | censo 2002 | censo 2002 |
| Grupo étnico | Cantidad   | %          | Cantidad   | %          | Cantidad   | %          | Cantidad   | %          | Cantidad   | %          | Cantidad   | %          | Cantidad   | %          |
| ------------ | ---------- | ---------- | ---------- | ---------- | ---------- | ---------- | ---------- | ---------- | ---------- | ---------- | ---------- | ---------- | ---------- | ---------- |
| Macedonios   | ..         | ..         | 1110       | 20,1       | 1009       | 16,0       | 1276       | 14,5       | 1106       | 9,1        | 1431       | 10,7       | 1054       | 7,3        |
| Albaneses    | ..         | ..         | 4122       | 74,7       | 4507       | 71,3       | 6681       | 75,7       | 8625       | 70,7       | 9400       | 70,5       | 10768      | 74,0       |
| Turcos       | ..         | ..         | 53         | 1,0        | 195        | 3,1        | 367        | 4,2        | 573        | 4,7        | 1175       | 8,8        | 1415       | 9,7        |
| Romaníes     | ..         | ..         | 83         | 1,5        | 0          | 0,0        | 0          | 0,0        | 1030       | 8,5        | 1103       | 8,3        | 1079       | 7,4        |
| Valacos      | ..         | ..         | 2          | 0,0        | 0          | 0,0        | 0          | 0,0        | 0          | 0,0        | 1          | 0,0        | 2          | 0,0        |
| Serbios      | ..         | ..         | 87         | 1,6        | 57         | 0,9        | 105        | 1,2        | 37         | 0,3        | 34         | 0,3        | 22         | 0,2        |
| Bosnios      | ..         | ..         | 0          | 0,0        | 0          | 0,0        | 0          | 0,0        | 0          | 0,0        | 0          | 0,0        | 2          | 0,0        |
| Otros        | ..         | ..         | 63         | 1,2        | 555        | 8,8        | 394        | 4,5        | 830        | 6,8        | 196        | 1,5        | 219        | 1,5        |
| Total        | 4698       | 4698       | 5520       | 5520       | 6323       | 6323       | 8823       | 8823       | 12201      | 12201      | 13340      | 13340      | 14561      | 14561      |
|              |            |            |            |            |            |            |            |            |            |            |            |            |            |            |

## Personas notables de Debar
- Gjon Kastrioti, padre de Skanderbeg
- Nexhat Agolli, político y vicepresidente de ASNOM
- Eqrem Basha, escritor
- Abdurraman Dibra, político, ministro durante el gobierno de Ahmet Zogu
- Fiqri Dine, ex primer ministro de Albania
- Akif Erdemgil, oficial militar en los ejércitos otomanos y turcos
- Moisi Golemi, general en el ejército de Skenderbeg
- John de Debar, sacerdote ortodoxo
- Sherif Lengu, uno de los fundadores de la Albania moderna
- Haki Stërmilli, escritor
- Myfti Vehbi Dibra, uno de los fundadores de la Albania moderna